# Jabłonna (Węgrów)
Pour les articles homonymes, voir Jabłonna.
Jabłonna (prononciation : [jaˈbwɔnna]) est un village polonais, situé dans la Gmina de Grębków de la Powiat de Węgrów et dans la voïvodie de Mazovie dans le centre-est de la Pologne.
Il se situe à environ 3 kilomètres au sud-est de Grębków, 18 kilomètres au sud de Węgrów, et 64 kilomètres à l'est de Varsovie.

## Histoire
De 1975 à 1998, le village appartenait à la voïvodie de Siedlce.